# Agromyza betulae
Agromyza betulae är en tvåvingeart som beskrevs av Mitsuhiro Sasakawa 1961. Agromyza betulae ingår i släktet Agromyza och familjen minerarflugor. Inga underarter finns listade i Catalogue of Life.